# Demarziella mirifica
Demarziella mirifica är en skalbaggsart som beskrevs av Vladimir Balthasar 1961. Demarziella mirifica ingår i släktet Demarziella och familjen bladhorningar. Inga underarter finns listade i Catalogue of Life.